# Nové Sedlo (okres Sokolov)
Nové Sedlo (Duits: Neusattl) is een stad in de Tsjechische regio Karlsbad. De gemeente ligt op 427 meter hoogte, tussen Sokolov (7 kilometer naar het zuidwesten) en Karlsbad (7 kilometer naar het noordoosten). De gemeente wordt soms Nové Sedlo u Lokte genoemd om hem te onderscheiden van Nové Sedlo in okres Louny.
Naast de stad Nové Sedlo liggen ook de dorpen Chranišov en Loučky in de gemeente. Binnen de gemeente liggen twee spoorwegstations. Station Loučky ligt aan de spoorlijn van Loket naar Chodov. Station Nové Sedlo u Lokte ligt verder richting Chodov aan dezelfde lijn.

## Geschiedenis
De eerste schriftelijke vermelding van Nové Sedlo stamt uit het jaar 1397. In de 15e eeuw werd het dorp meerdere malen geplunderd tijdens de Hussitische Oorlogen. In 1899 kreeg Nové Sedlo de status van marktvlek.
Březová · Bublava · Bukovany · Chlum Svaté Maří · Chodov · Citice · Dasnice · Dolní Nivy · Dolní Rychnov · Habartov · Horní Slavkov · Jindřichovice · Josefov · Kaceřov · Krajková · Královské Poříčí · Kraslice · Krásno · Kynšperk nad Ohří · Libavské Údolí · Loket · Lomnice · Nová Ves · Nové Sedlo · Oloví · Přebuz · Rotava · Rovná · Staré Sedlo · Stříbrná · Svatava · Šabina · Šindelová · Sokolov · Tatrovice · Těšovice · Vintířov · Vřesová